# Panuhat
Panuhat là một thị trấn thống kê (census town) của quận Barddhaman thuộc bang Tây Bengal, Ấn Độ.

## Nhân khẩu
Theo điều tra dân số năm 2001 của Ấn Độ, Panuhat có dân số 5665 người. Phái nam chiếm 51% tổng số dân và phái nữ chiếm 49%. Panuhat có tỷ lệ 60% biết đọc biết viết, cao hơn tỷ lệ trung bình toàn quốc là 59,5%: tỷ lệ cho phái nam là 67%, và tỷ lệ cho phái nữ là 54%. Tại Panuhat, 12% dân số nhỏ hơn 6 tuổi.